# Frente de Liberación Homosexual (México)
A Frente de Liberación Homosexual (espanhol: Frente de Libertação Homossexual, FLH) foi um movimento de libertação gay e a primeira organização a defender os direitos humanos dos homossexuais no México. Foi criado em 15 de agosto de 1971 na Cidade do México e chefiado pela ativista lésbica Nancy Cárdenas.

## História
Após o Rebelião de Stonewall, um grupo de pessoas pertencentes à diversidade sexual começou a se reunir na Cidade do México no início dos anos 70, a fim de discutir a situação opressiva vivida por este setor social. Entre eles estavam Nancy Cárdenas e Luis González de Alba. Carlos Monsiváis teria dado a Cárdenas documentos da Frente de Libertação Gay dos Estados Unidos, motivando-o a formar um grupo formal. Cárdenas iniciou reuniões formais que procuraram conscientizar, entre outros, sobre a relevância da diversidade sexual na esfera pública. Alguns dos membros desses círculos haviam participado de movimentos sociais como o de 1968.
Como resultado dessas reuniões, a FLH foi fundada em 15 de agosto de 1971. Este espaço funcionou secretamente dada a situação repressiva para os movimentos sociais que existia no governo de Luis Echeverría. Entre outras atividades, foram realizadas sessões de autoaceitação e o reconhecimento da diversidade sexual pessoal e coletiva. O FLH operou até 1973.